# Grb Čilea
Grb Čilea je dizajnirao britanski umjetnik Charles Wood Taylor 1834. godine.
Sastoji od štita kojeg prodržavaju kondor i jelen hippocamelus. Štit je podijeljen na dvije polovice, gornja je plava, a donja crvena, a u sredini je bijela petokraka zvijezda. Kondor je najznačajnija ptica Ande, dok je jelen hippocamelus jedna od najrjeđih životinja na čileanskom teritoriju. Obje životinje na glavama imaju zlatnu krunu, simbol herojskih djela čileanske mornarice na Tihom oceanu.
Iznad štita nalaze se tri pera plave, bijele i crvene boje. To je simbol prijašnjih predsjednika, koji su nosili pera na svojim šeširima. Ispod štita je bijela traka s državnim geslom Por la razón o la fuerza ("Razumom ili silom").

## Prijašnji grbovi
- Prvi grb (1812.)
- Drugi grb (1818.)